# Valve
Valve公司（Valve Corporation，又译维尔福软件公司）是一家美国视频游戏开发商、发行商和数字发行公司，总部位于华盛顿州贝尔维尤市。该公司开发了数字发行平台Steam，并打造了《半衰期》《反恐精英》《传送门》《胜利之日》《军团要塞》《求生之路》和《DOTA 2》等知名游戏系列。
Valve公司由前微软员工加布・纽维尔和迈克・哈灵顿于1996年创立。他们的首款游戏—— 第一人称射击游戏《半衰期》（1998年发行）在口碑和商业上都取得了巨大成功，对第一人称射击游戏类型产生了深远且持久的影响。2000年，哈灵顿离职。2003年，Valve推出了Steam平台，随后发行了《半衰期 2》（2004 年）、系列章节式续作《半衰期 2：第一章》（2006年）和《半衰期 2：第二章》（2007年）、多人游戏《军团要塞 2》（2007年）和《求生之路》（2008年）、解谜游戏《传送门》（2007年）和《传送门 2》（2011年），多人在线竞技游戏《DOTA 2》（2013年), VR游戏《 半衰期：爱莉克斯 》(2020年)。
21世纪10年代，Valve公司减少了游戏发布量，并尝试涉足硬件和虚拟现实领域。2015年，Valve推出Steam Machine进军硬件市场，但销量不佳。随后推出了HTC Vive虚拟现实头显和Valve Index虚拟现实头显。2020年，公司带着旗舰虚拟现实游戏《半衰期：艾利克斯》回归《半衰期》系列。2022年，维尔福发布了便携式游戏设备Steam Deck。
Valve采用扁平化管理架构，员工可自行决定工作内容。他们通过试玩测试和迭代的方式来开发游戏，并将游戏设计形容为一种实验心理学。截至2012年，维尔福约有250名员工，据报道其估值超过30亿美元。维尔福的大部分收入来自Steam平台，该平台在2011年占据了超过一半的PC数字游戏市场份额，2017年的收入估计达34亿美元。

## 代表作品

### 戰慄時空
1996年，前微软员工加布·纽维尔和麦克·哈灵顿一同创建了软件公司Valve。他们在1996年下半年取得了雷神之锤引擎的使用许可（在id Software的朋友迈克尔·亚伯拉什的帮助下），用来开发半衰期系列。最初的计划是在1997年晚些时候发布，但是最终的日期被确定为1998年10月31日。Valve许可TF软件公司（制作了絕地要塞（Team Fortress）游戏模式）制作一个独立的游戏《军团要塞》。Team Fortress Classic游戏模式，最初是一个由TF公司为《雷神之锤》制作的模式，它的半衰期版本于1999年发布。在其後的十年裏，Valve繼續研發及制作《絕地要塞2》，並取得各界的好評。
Valve则继续开发半衰期系列，并且发布了一些扩展模式和接口供其它平台（如：Steam）的开发者使用。他们还制作了最受欢迎的游戏模式反恐精英和決勝之日。

### 戰慄時空2
Valve在2003年的E3展览上面展示了《半衰期2》的宣传片，并且用Source引擎震惊了游戏界。最初计划于2003年9月发布的半衰期2后来由于半衰期2源代码泄露事件推迟了发布。最终这个游戏于2004年11月16日发布。
2005年7月18日，EA公司宣布他们正在和Valve一起合作一个新的游戏。EA首先发布了《半衰期2》和《反恐精英:起源》的“年度游戏”版本，并且将会发布半衰期2的Xbox版本。

## Steam
Valve在2002年發表了它的遊戲平台Steam。在那時看來只不過是像線上遊戲似的將修補程式更新過程簡化而已,但後來卻取代了原先的世界对抗网络系统並且成為所有遊戲的銷售和數位內容權利管理系統。
Valve有支援它們的一些遊戲。舉例而言，像是《絕地要塞2》大量的更新；包括了新地圖、新遊戲模式、額外的武器、新成就和額外的遊玩技術，而且加入了販賣虛擬物品的商店。所有的這些更新，除了上述遊戲的既存項目的例外，都是強制的而且免費提供。
2014年Valve宣布Steam已經突破全球1億註冊帳戶，超過七千五百萬個活跃的用戶。

### Steam主机
2012年，Valve宣布它們正在為「客廳」開發一個PC和主机的混合产品，這被媒體非正式的稱為"Steam Box"。此外，它們曾提供資金給硬體製造商Xi3公司，该公司的主要产品Piston游戏主机因而被业界和玩家猜测为Steam Box的原型机。但在2013年，Valve發表声明称并未涉足Xi3公司的任何产品研发。Xi3也表示Piston目前并不能清楚地在Steam Box的产品线排列中找到自身的位置。
2013年9月25日，Valve宣布将在全世界Steam用户中征集300名测试者，测试多种来自不同厂商和使用不同硬件的原型机，这些原型机被称为Steam Machines。测试者征集定于2013年10月25日结束。Valve表示Steam主机将在2014年初上市。

### Steam掌机
2021年7月16日，Valve发布游戏掌机Steam Deck；Steam Deck可以登陆Steam账户，并同步用户数据。该掌机有三种不同的存储容量可选，除了顶配的512G版本独占防眩光玻璃屏，所有版本都配有同款由AMD专门定制的Zen 2架构7nmAPU，高速microSD卡插槽和最高支持60Hz的7英寸LCD屏幕，并可流畅运行最新的3A游戏。2023年11月16日，Valve发布了Steam Deck的半代升级版本Steam Deck OLED。更换了色彩饱和度更为清晰的7.4英寸OLED屏幕，并且加入了HDR功能，最高更新率达到了90Hz。此外将APU从原本的7nm制程更改为功耗更好的6nm制程。并且通过置换OLED面板将原本的40Wh容量电池提高到了50Wh，续航力相比LCD版本大幅提升。OLED版目前仅提供512G和新推出的1TB储存容量可选，而原本就有的高速microSD卡槽也在OLED版本上继续保留。

## 法律訴訟

### 與威望迪之官司

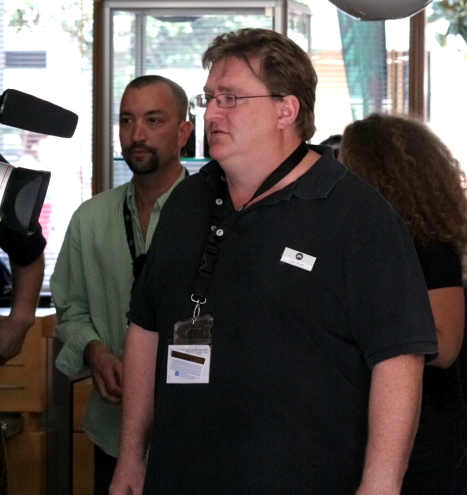
前者即為創辦人之一的加布·紐維爾

Valve宣布它的Steam遊戲平台系统于2002年开始工作。同时，这也解决了在电脑游戏上面的更新问题。Steam开放后就更新了一个名叫WON的系统和半衰期的多人游戏模式，还有一些对游戏系统的更新。
2002年至2005年間，Valve卷入了一起和它的发行商雪乐山娱乐公司有关的极其复杂的诉讼（后来被维旺迪环球（VUG）游戏公司收购）。这场官司正式开始时间是2002年8月14日，当时Valve对雪乐山对于版权侵害提起了诉讼，宣称雪乐山非法的散发Valve的在线游戏。他们后来增加了对于合同细节的诉讼，控诉雪乐山扣押《反恐精英：一觸即發》的版税，并且推迟发行这个游戏。
维旺迪环球则反击说加布·纽维尔和市场指导道戈·洛姆巴蒂（Doug Lombardi）在和出版商的会谈中误导了Valve的位置。随后他们表示Valve的Steam内容分发系统试图撕毁他们之间的发布协议。
2004年11月29日，美国联邦法院的法官托马斯·吉利（Thomas S.Zill）在西雅图宣布Valve胜诉。但是特别的是，判决书中表示VUG和它的下属机构（包括雪乐山）并没有分发Valve游戏的行为，不管是间接的或者是直接的。吉利法官还宣布Valve应该对未遵循和出版商的协议所造成的版权的损害负责。
2005年4月29日，Valve表示两家公司达成和解，自2005年8月31日起，VUG将停止分销如半衰期系列、《反恐精英》《絕對武力：一觸即發》和《絕對武力：次世代》等Valve游戏 。

### 與動視暴雪之官司
2009年4月，Valve控告動視暴雪這一家與由威望迪遊戲取得雪樂山合併而成的母公司。
據稱，動視拒絕履行威爾烏和威望迪的仲裁協議。動視僅給付威爾烏2,391,932元判決金額之中的1,967,796元，並宣稱它們已經在過去幾年中付了超過這個總額。

### 與暴雪娛樂之官司
在Valve替「Dota」註冊商標來確保《Dota2》的經銷權後，由前款遊戲「Defense of the Ancients」的投稿人DotA-Allstars，LLC在2010年8月註冊了一個相對的商標。在2011年，DotA All-Stars, LLC被賣給暴雪娛樂，《魔獸爭霸III：混沌之治》的DotA平台開發者以及它的世界编辑器。在受到Valve的利益對立的影響之下，暴雪也在2011年11月列出它和開發者，也就是DotA-Allstars, LLC的許可協議來對抗Valve。在2012年5月11日，暴雪和Valve宣稱這個爭執已經解決了。Valve保有商業上專有名詞「Dota」的權利，而暴雪則替粉絲們預留了「Dota」商標的非商業上使用權利並且將「Blizzard DOTA」改名為「Blizzard All-Stars」，后来更名为“风暴英雄”。

## 公司架構
Valve是以扁平架構運作的，这种体制只有很少或没有中层管理人员。并且采用自由分派架构，在此架構下，員工可以选择进入不同開發團隊。 然而，前雇员Jeri Ellsworth批评这种结构“如同高中”，尽管是扁平架構，但是在决策时某些员工却拥有更多话语权。